# جرغد
جرغد أو چرغد (من چارقد بالفارسية) غطاء رأس نسائي من الملابس التقليدية في العراق وإيران. ويسميه البعض الشيلة أو العصابة التي تلف الرأس، وهو وشاح مصنوع من قماش ناعم عادة يكون لونه بني أوأسود أو أزرق أو أي لون غامق آخر. لا تزال تلبسه النساء كبيرات السن في المناسبات أو الزيارات أو الصلاة وليس بشكل دائم كما في الماضي، رغم أنه يعود أحياناً بين الشابات كصيحة في الموضة.
رغم أن بعض معجميي اللغة الفارسية قد اختلفوا حول أصل كلمة چارقد الا أنهم يتفقون بأنها كلمة مركبة، والإختلاف أن قاموس دهخدا يرجع أصلها إلى أنها مخفف كلمتي «چادر قد» أي ما يقادر الغطاء، بينما يرجع قاموس معين وقاموس عميد أصلها إلى مخفف كلمتي «چهار قد» أي أربعة أقدار لأن الجرغد منديل مربع الشكل بالأساس رغم انه يطوى إلى مثلث للاستخدام الشائع.